# Рональд Артс
Рональд М. Артс ( Амстердам, 1956) — голландський інженер-електрик і фізик, винахідник і професор у галузі електроакустики та технології обробки біомедичних сигналів.

## Біографія
Рональд М. Артс отримав ступінь бакалавра електротехніки у 1977 році та ступінь кандидата наук з фізики в Делфтському технологічному університеті в 1995 році. У 1977 році він приєднався до групи оптики в дослідницькій лабораторії Philips (раніше відомої як Natlab ), Ейндговен, Нідерланди. Його дослідження спочатку включали сервосистеми та обробку сигналів для використання як у програвачах Video Longplay, так і в програвачах компакт-дисків. У 1984 році він приєднався до Acoustics Group у Philips, працюючи над розробкою інструментів CAD і обробкою сигналів для систем гучномовців. У 1994 році він став членом групи Digital Signal Processing (DSP) у Philips, та керував проектами з покращення відтворення звуку шляхом використання DSP і психоакустичних феноменів. 
У 2003 році він став провідним науковцем Philips і розширив свої інтереси в області інженерії на медицину та біологію, зокрема на сенсори та обробку сигналів для амбулаторного моніторингу, сну, кардіології, перинатології, систем моніторингу реакції на ліки (DRM) і виявлення епілепсії.  Він є автором або співавтором понад 450 опублікованих статей і доповідей, він є співавтором понад 250 патентних заявок, у тому числі понад 175 патентів США (понад 100 із яких було видано). За свій творчий внесок у Philips він отримав нагороду Gilles Holst Award (1999), Gold Invention Award (2012)  і Diamond Invention Award (2018). 
Він став стипендіатом Fellow IEEE у 2007 році  , і отримав нагороду Честера Солла в 2017 році , а в 1998 році він став стипендіатом Товариства аудіотехніки та отримав срібну медаль у 2010 році.  Він також був співорганізатором і головою кількох міжнародних конгресів.
З 2006 року Артс є професором Ейндховенського технологічного університету (TU/e) за сумісництвом, де він в основному керує студентами магістратури та аспірантури. З 1990 року він є президентом Aarts Consultancy. У 2019 році він звільнився з Philips і тепер зосереджується переважно на своїй науковій та консультаційній роботі, що охоплює як технічну галузь, так і питання інтелектуальної власності (патенти).
14 вересня 1978 року він одружився з Дортьє Улті (1956-2009) у Кромені. Від їхнього шлюбу народилося двоє синів.

## Професійна робота

### Покращення звуку басів
Артс і його співробітники з Philips брали участь у розробці, вдосконаленні, та апаратному запровадженні систем посилення/відновлення низьких частот, використовуючи природний психоакустичний феномен, відомий як « відсутня основа ».   Маленькі гучномовці, як правило, не здатні відтворювати ноти низьких частот, але, використовуючи слухові ілюзії, можна використовувати феномен віртуальної висоти, щоб змістити низькі частоти у більш високу смугу частот гучномовців, що іноді називають Ultra Bass;  або, можна зпроектувати дуже низьку частоту на іншу частоту, де гучномовець розроблений для високої ефективності, це іноді називають Bary Bass.  З іншого боку, якщо гучномовець здатний передавати низькі частоти, але вони відсутні в музиці, ці частоти можна отримати з музики за допомогою схеми розширення смуги пропускання, що іноді називають Infra Bass.  Нарешті, якість аудіо, особливо від високочастотних перетворювачів низькочастотного звуку, можна покращити шляхом послаблення частоти загасання сигналів басу, тим самим зменшуючи сустейн або дзвін для басових нот, що іноді називають пронизливим басом (punchy bass). 

### Гучномовці та їх випромінювання
Артс і його колеги з Philips також брали участь у розробці та застосуванні випромінювання гучномовців. Розширена версія поліномів Церніке, відома як ENZ,  була застосована для вирішення прямої та оберненої задач акустичного випромінювання гнучкого кругового поршня, оточеного жорсткою нескінченною площиною (перегородкою), і гнучкої сферичної кришки на твердій сфері., доводячи, що останній дуже схожий на звичайний гучномовець.  Використання кількох гучномовців, розташованих у масиві, забезпечує особливі характеристики випромінювання. Наприклад, під час стереофонічного прослуховування можна збільшити сприятливу аудіозону, використовуючи міжслухові різниці в часі, цю систему назвали позиційно-незалежним стерео.  Інше застосування полягає в тому, щоб спрямувати звук на слухача, не заважаючи іншим, це називається персональним звуком. Ще одним застосуванням є використання квадратичних фазових решіток для розробки масивів гучномовців, які випромінюють так само, як єдиний гучномовець.  Для розрахунків випромінювання гучномовців часто потрібна функція Струве, для цього були отримані прості наближення.

### Розширення стереобази
На маленьких телевізорах і портативному аудіообладнанні динаміки розташовані близько один до одного. За допомогою спеціальної обробки сигналу можна створити так звані фантомні або віртуальні джерела, щоб звук, здавався більш обемним, ніби згенерованим далеко за межами гучномовців. Цей принцип був застосований Philips у багатьох телевізорах і аудіосистемах під комерційною назвою «Неймовірний звук».  Режисер Спайк Лі зняв для цього рекламний ролик у 1996 році, дія якого відбувалася на Волл-стріт у Нью-Йорку. 

### Акустичне охолодження за допомогою динаміків
Невеликий гучномовець у спеціальному корпусі може генерувати синтетичні струмені, які мають переваги порівняно з вентилятором, завдяки більшоі ефективності, більшоі свободи дизайну, а також меншого шуму і зносу.  Експерименти показали, що для невеликих поверхонь приблизно до 40 см 2, синтетичні форсунки краще охолоджують і створюють менше шуму, ніж вентилятор.

### Амбулаторне або безперешкодне спостереження за пацієнтом
Моніторинг, наприклад, епілепсії, сну та серцевих проблем, таких як фібриляція передсердь ; і життєво важливі показники, такі як артеріальний тиск, частота серцевих скорочень і частота дихання, можуть досягатися без незручностей для пацієнта, за допомогою фотоплетизмограми (PPG). Сенсори PPG можна легко вбудувати у браслет, або спортивний годинник, бажано з додаванням акселерометра. 

## Публікації
Список опублікованих статей (PDF) і патентів США можна знайти на домашній сторінці Ronald M. Aarts